# 湯浅町立図書館
湯浅町立図書館（ゆあさちょうりつとしょかん）は、和歌山県有田郡湯浅町湯浅にある公立図書館。1908年（明治41年）に開館した歴史の長い図書館である。JR紀勢本線（きのくに線）湯浅駅に直結する複合施設「湯浅えき蔵」にある。

## 歴史

### 開館から一時休館まで（1908年 - 1942年）
1908年（明治41年）6月に紀伊教育会有田郡支会が有田郡教育品陳列場として設立した。同年には和歌山県立図書館が開館している。その後、有田郡へ移管し有田郡立有田図書館に改称、1920年（大正9年）9月に発足した和歌山県図書館協会の原加盟館として参加した。1923年（大正12年）に郡制廃止のため湯浅町へ移管され、湯浅町立図書館となった。
湯浅町へ移管したものの建物は和歌山県からの借用であったため、1942年（昭和17年）に和歌山県土木事務所から返還要求を受け、一時休館を余儀なくされた。なお、和歌山県では1923年（大正12年）時点で33館の通俗図書館があったが、湯浅町立図書館の一時休館の時点では御坊町立図書館・田辺市立図書館・串本町立図書館の3館しか残っていなかった。

### 再開から中央公民館時代（1946年 - 1984年）
1946年（昭和21年）に湯浅国民学校（現・湯浅町立湯浅小学校）の一角を借用して湯浅町立図書館が再開した。1950年（昭和25年）に司書の新しい取り組みが奏功して利用者が激増し、館舎が手狭になった。そこで200万円を投じて1954年（昭和29年）に148 m2の館舎を新築した。
1961年（昭和36年）3月に湯浅町中央公民館が竣工したことにより、湯浅町立図書館は中央公民館の1階へ移転した。湯浅町中央公民館は木造2階建て、延べ床面積148坪であり、事業費は477万2000円だった。1978年（昭和53年）7月の『広報ゆあさ』では、文庫本からベストセラーまで多数の新刊を購入し、また和歌山県立図書館の蔵書を一括して借りているとしている。同時点の開館時間は9時から12時30分と13時30分から17時までであり、日曜・祝日は休館日だった。

### 湯浅町文化福祉センター時代（1984年 - 2020年）
1984年（昭和59年）4月1日には湯浅町文化福祉センターがオープンし、2階に湯浅町立図書館が移転した。この建物は1957年（昭和32年）に湯浅郵便局として建てられた建物である。1984年時点では有田郡唯一の公共図書館であり、蔵書数は15,544冊（うち児童書3,358冊）だった。文化福祉センターへの移転によって、図書館部分の床面積は中央公民館時代の約2倍となっている。図書館と同じ2階のフロアには同和問題（部落差別）について学習するための同和資料館も入った。
文化福祉センターへの移転を機に、「なぎ文庫」設立有志の会から児童書の新刊約1600冊が寄贈され、「なぎ文庫」コーナーが設けられた。1990年代には職員配置が図書館側の意向通りにならないという課題があった。
2003年（平成15年）6月6日、湯浅町文化福祉センターの2階から1階に移転し、再び湯浅町立図書館が開館した。図書館を新築する案もあったが、旧局舎を専門家に診断してもらったところ「耐震補強をすればまだまだ使える」と言われたため、再利用することになった。設計は2002年（平成14年）7月1日から9月30日、工事は同年10月から翌2003年（平成15年）3月に行われた。なお図書館は工事のため、2002年（平成14年）8月より休館していた。施設を更新しただけでなく、拡大読書器や音声朗読機を導入するなど多様な人にとって利用しやすいようにした。
2008年（平成20年）11月1日、紀伊國屋文左衛門を学ぶ会が有志によって組織され、湯浅町立図書館が東京大学の協力を得て集めた文左衛門に関する古文書を読むなどの活動を開始した。

### 湯浅えき蔵時代（2020年 - ）
2018年（平成30年）11月、湯浅町はJR紀勢本線（きのくに線）湯浅駅前に建設予定の複合施設計画を公表し、2階に児童書や醤油に関する資料を集めた図書館を設置することを発表した。
2020年（令和2年）10月3日、湯浅駅に直結する複合施設「湯浅えき蔵」に湯浅町立図書館が開館し、湯浅えき蔵は全面オープンとなった。

## 施設

### 湯浅えき蔵（現行館）
「湯浅えき蔵」は鉄筋コンクリート構造3階建てであり、延床面積は約2940m2。1階には湯浅町観光交流センターと湯浅町商工会があり、2階には湯浅町立図書館があり、3階には湯浅町地域交流センターがある。
湯浅えき蔵の館内の構成
| 階  | 施設                                                   |
| --- | ------------------------------------------------------ |
| 3階 | 湯浅町地域交流センター、会議室                         |
| 2階 | 湯浅町立図書館、Cafe589                                |
| 1階 | 湯浅町商工会、湯浅町観光交流センター、JR紀勢本線湯浅駅 |

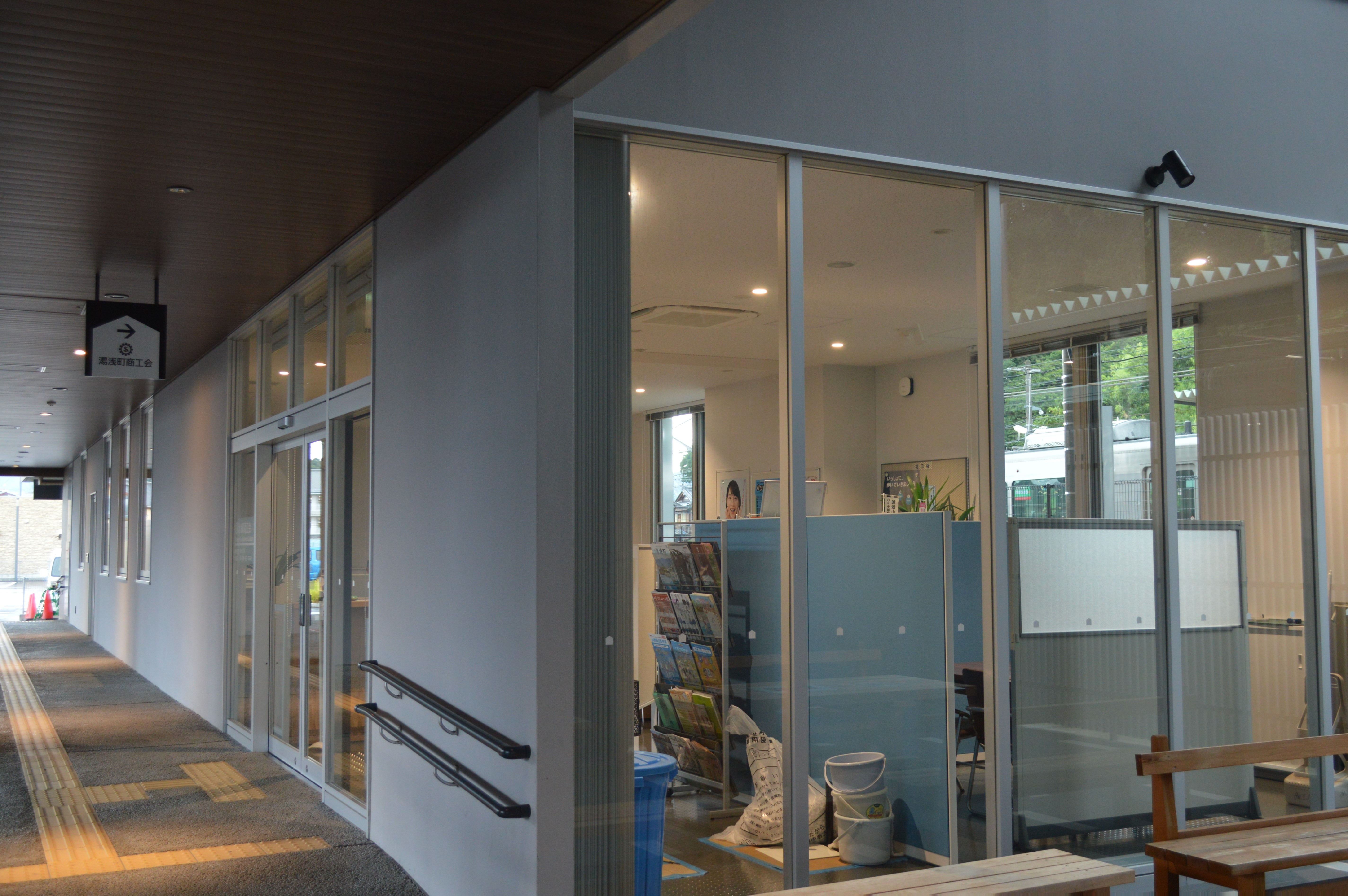
湯浅町商工会
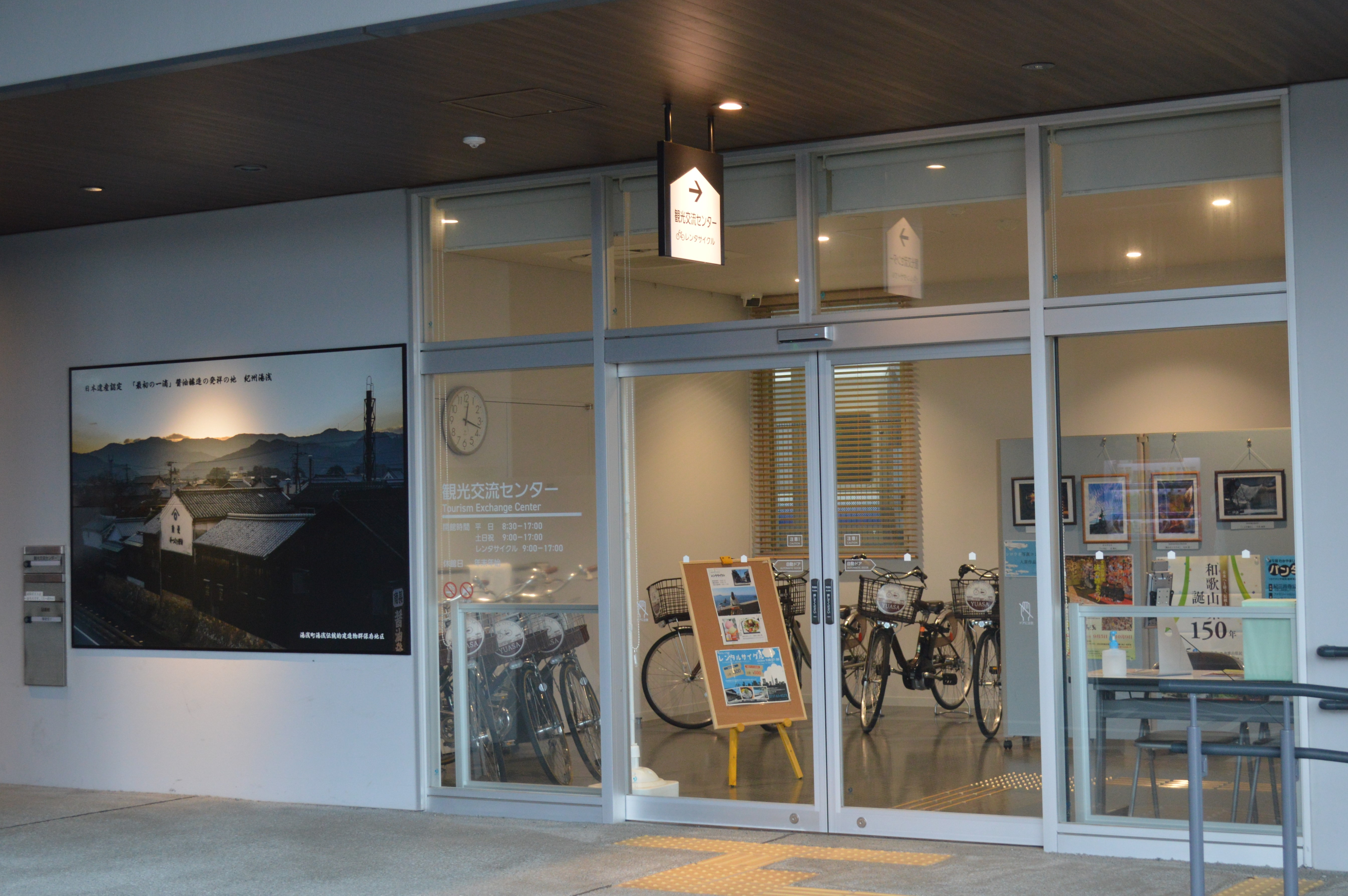
湯浅町観光交流センター

### 湯浅町文化福祉センター（旧館）
湯浅町立図書館の旧館の建物は、湯浅郵便局として1957年（昭和32年）に建てられたもので、鉄筋コンクリート構造一部鉄骨補強の2階建てで、敷地面積は1,315.80 m2、建築面積は472.12 m2、延床面積は849.92 m2である。直接郵便局から図書館へ転用されたわけではなく一度、湯浅町文化福祉センターとして利用されていた。湯浅町立図書館は文化福祉センター2階の一角に設けられていたが、改修により図書館主体の施設に生まれ変わった。
改修時の設計はスタジオハルピン、施工は中平建設が担当した。総工費は1億2900万円。設計に当たっては指名プロポーザルが実施され、スタジオハルピンが選定された。実施設計の段階では小・中・高校生、公募で選ばれた町民、高齢者、団体の代表者とのワークショップを開催して住民の意見を集約し、「みんなの図書館」とすることを目指した。
図書館の立地する湯浅地区は重要伝統的建造物群保存地区に選定されており（図書館に転用するときは選定に向けた活動中）、スギの集成材を用いた縦格子を外観に設置して古い町並みと調和するように工夫している。この格子は耐震ブレースの目隠しの役割も持っている。元の建物から開口部と腰壁を撤去し、広くなった開口部にアルミサッシを入れ、乳白色のフィルムをガラスに貼っている。こうした外観は「行灯」をイメージしたものである。
旧館の館内の構成
| 階  | 床面積（m2） | 施設           | 主な部屋                                               |
| --- | ------------ | -------------- | ------------------------------------------------------ |
| 2階 | 419.76       | 老人憩いの家   | 談話室、交流室・舞台、ギャラリー、トイレ               |
| 2階 | 419.76       | 湯浅町立図書館 | 学習室、研修室                                         |
| 1階 | 430.16       | 湯浅町立図書館 | 閲覧室、児童コーナー、受付カウンター、事務室、閉架書庫 |

老人憩いの家が2階部分に併設されている。図書の荷重の観点から、図書館の主要機能は1階に配置し、2階には学習室と研修室を設けている。入り口から入ってすぐのところに紀州材を用いた曲面の書架があり、新着雑誌などが置かれている。この書架のカーブに沿って進むと児童コーナー、閲覧室の順にたどり着く。

## 利用案内
湯浅えき蔵（現行館）（2021年9月時点）
JR紀勢本線（きのくに線）湯浅駅から徒歩1分の複合施設「湯浅えき蔵」にある。
- 開館時間：9時から21時まで
- 休館日：毎月最終金曜日、年末年始、蔵書点検期間
- 貸出制限：日本国内に居住する者
- 貸出可能冊数：10冊
- 貸出可能期間：2週間

旧館（2018年12月時点）
JR紀勢本線（きのくに線）湯浅駅から徒歩5分の場所にあり、建物は旧・湯浅郵便局の局舎を転用したものを利用している。駐車場はあるが、4台分のみである。独自のコレクションとして、湯浅出身の紀伊國屋文左衛門に関する資料を約120点所蔵する。
- 開館時間：9時30分から19時まで（土日は18時まで）
- 休館日：月曜日（祝日の場合は翌日も休館）、祝日、月末金曜日、年末年始、蔵書点検期間
- 貸出制限：湯浅町に居住・通勤・通学する者、または有田郡・有田市に居住する者
- 貸出可能冊数：5冊
- 貸出可能期間：2週間